# 문천역
문천역(文川驛)은 조선민주주의인민공화국 강원도 문천시에 위치한 강원선의 역이다.

## 연혁
- 1916년 8월 1일: 문평역(文坪驛)으로 영업 개시[1]
- 1949년 5월 1일: 문천역으로 역명 변경[2]